# Dáliafajok listája
A dália (Dahlia) a fészkesvirágzatúak (Asterales) rendjébe, ezen belül az őszirózsafélék (Asteraceae) családjába tartozó nemzetség.

## Rendszerezés
A nemzetségbe az alábbi 38 faj tartozik:
- Dahlia apiculata (Sherff) P.D.Sørensen
- Dahlia atropurpurea P.D.Sørensen
- Dahlia australis (Sherff) P.D.Sørensen
- Dahlia brevis P.D.Sørensen
- Dahlia campanulata Saar, Sorenson & Hjert.
- Dahlia coccinea Cav.
- Dahlia congestifolia P.D.Sørensen
- Dahlia cordifolia (Sessé & Moc.) McVaugh
- Dahlia cuspidata Saar, Sorenson & Hjert.
- Dahlia dissecta S.Watson
- Dahlia excelsa Benth.
- Dahlia foeniculifolia Sherff
- Dahlia hintonii Sherff
- Dahlia hjertingii H.V.Hansen & P.D.Sørensen
- Dahlia imperialis Roezl ex Ortgies
- Dahlia linearis Sherff
- Dahlia macdougallii Sherff
- Dahlia merckii Lehm.
- Dahlia mollis P.D.Sørensen
- Dahlia moorei Sherff
- Dahlia neglecta Saar
- Dahlia parvibracteata Saar & P.D.Sørensen
- kerti dália (Dahlia pinnata) Cav. - típusfaj
- Dahlia pteropoda Sherff
- Dahlia pugana Aarón Rodr. & Art.Castro
- Dahlia purpusii Brandegee
- Dahlia rudis P.D.Sørensen
- Dahlia rupicola P.D.Sørensen
- Dahlia scapigera Knowles & Westc.
- Dahlia scapigeroides Sherff
- Dahlia sherffii P.D.Sørensen
- Dahlia sorensenii H.V.Hansen & Hjert.
- Dahlia spectabilis Saar & P.D.Sørensen
- Dahlia sublignosa (P.D.Sørensen) Saar & P.D.Sørensen
- Dahlia tenuicaulis P.D.Sørensen
- Dahlia tenuis B.L.Rob. & Greenm.
- Dahlia tubulata P.D.Sørensen
- Dahlia wixarika Art.Castro, Carr.-Ortiz & Aarón Rodr.